# Pietarsaari (ö i Mellersta Finland, Jyväskylä)
Pietarsaari är en ö i Finland. Den ligger i sjön Kynsivesi och Leivonvesi och i kommunen Laukas i den ekonomiska regionen  Jyväskylä ekonomiska region  och landskapet Mellersta Finland, i den centrala delen av landet, 250 km norr om huvudstaden Helsingfors. Öns area är 0,8 hektar och dess största längd är 120 meter i öst-västlig riktning.